# Battaglia di Argaon
La battaglia di Argaon (nota anche come battaglia di Argaum) ebbe luogo il 29 novembre 1803 tra i britannici al comando del maggior generale Arthur Wellesley (futuro Duca di Wellington) e le forze di Raghoji II Bhonsle di Nagpur e Daulat Rao Sindhia di Gwalior. Dopo la sconfitta di Argaon, Raghoji II Bhonsle, il 17 dicembre 1803 firmò con i britannici il trattato di Deogaon, con il quale rinunciò alla provincia di Cuttack, compresa Balasore.

## La battaglia
Dopo la sconfitta subita nella battaglia di Laswari il  1º novembre 1803, Raghoji II Bhonsle e Daulat Rao Scindia spostarono le proprie truppe verso sud. Il 29 novembre 1803, nei pressi a Sirsoli, tre miglia a sud di Adgaon Bk (nota come Argaon durante il Impero anglo-indiano), un cannoneggiamento dell'artiglieria dei maratha causò lo scompiglio di tre battaglioni britannici, costringendoli a fuggire. La situazione fu ribaltata da Wellesley, che riuscì a ricompattare le truppe e quindi a sconfiggere i maratha, che persero tutte le armi e i bagagli.